# Santiago Ormeño
Santiago Gabriel Ormeño Zayas (* 4. Februar 1994 in Mexiko-Stadt) ist ein mexikanisch-peruanischer Fußballspieler auf der Position eines Stürmers. Er ist ein Enkel des peruanischen Torhüters Walter Ormeño, der zwischen 1957 und 1964 bei mehreren mexikanischen Vereinen (unter anderem auch insgesamt drei Jahre beim Club América) unter Vertrag stand.

## Leben
Der in der mexikanischen Hauptstadt geborene Ormeño begann seine Laufbahn im Nachwuchsbereich des Hauptstadtvereins Club América, in dessen Nachwuchsmannschaft Club América Coapa (auch als Club América U-20 bezeichnet) er zwischen 2012 und 2015 eingesetzt wurde. Sein damaliger Trainer Carlos Turrubiates erklärte später, weshalb Ormeño der Sprung in die erste Mannschaft des Club América verwehrt blieb: „Als er jung war, fehlte es ihm an der nötigen Entschlossenheit, konsequent seinen Weg zu gehen. Er trainierte zwar ordentlich, war sich aber nicht sicher, ob er alle Dinge des normalen Lebens eines jungen Mannes dem Profifußball unterordnen will.“ Als er die Altersgrenze für den Verbleib in der Jugendabteilung erreicht hatte und ausgemustert wurde, unterschrieb Ormeño beim Stadtrivalen UNAM Pumas, gegen den der Clásico Capitalino ausgetragen wird. Doch auch dort gelang ihm der Sprung in die erste Mannschaft nicht. Stattdessen spielte er zwei Jahre beim Reserveteam UNAM Pumas Premier und wurde anschließend für eine Saison an die Pioneros de Cancún ausgeliehen.
So dauerte es bis zur Vertragsunterzeichnung 2018 beim Club Puebla, ehe Ormeño am 21. Oktober 2018 erstmals in einer Begegnung der höchsten mexikanischen Spielklasse zum Einsatz kam, die sein Verein mit 0:2 bei Monarcas Morelia verlor. Bei den Camoteros gelang ihm endlich der Durchbruch und er absolvierte insgesamt 33 Einsätze in der höchsten Spielklasse, bei denen er insgesamt 15 Treffer erzielte. Zwischenzeitlich spielte er im zweiten Halbjahr 2019 auf Leihbasis für den peruanischen Verein Real Garcilaso. 
2021 wechselte er zum Club León und ein Jahr später zum Club Deportivo Guadalajara, was sich – besonders bei Formschwäche oder Fehlern – durchaus noch zu einem Problem entwickeln könnte. Denn im Jahr 2021 entschied Ormeño sich, für die peruanische Fußballnationalmannschaft zu spielen, während beim Club Deportivo Guadalajara nur mexikanische Spieler eingesetzt werden. Viele Fans sehen daher die „Werte des Vereins“ verraten und einige fordern sogar die sofortige Auflösung des Vertrags.
Auch der Historiker des Club Deportivo Guadalajara, Joel González, sieht durch die Verpflichtung von Ormeño einen Bruch mit der Vereinstradition: „Legalmente Santiago Ormeño es mexicano, pero si nos vamos con lo importante, lo deportivo. Y lo que lo hace distinto es que representa a una selección peruana, y la FIFA … lo considera un jugador peruano...“ (deutsch „Rein rechtlich ist Santiago Ormeño Mexikaner, aber wir können nicht den wesentlichen sportlichen Aspekt unberücksichtigt lassen. Das Besondere an ihm ist, dass er für die peruanische Nationalmannschaft spielt, wodurch er im Sinne der FIFA … als peruanischer Spieler gilt ...“)
Erschwerend hinzu kommt, dass Ormeño die Trikotnummer 14 bekommen soll, die in früheren Zeiten von Chivas´ Stürmerstar Chicharito getragen wurde, der bei den Fans des Vereins ein besonders hohes Ansehen genießt.
Auch eine andere Geschichte aus der Vergangenheit könnte wieder groß aufgerollt werden und das Verhältnis zwischen Ormeño und der Fanbasis des Vereins zusätzlich belasten. Zwar war Ormeño unmittelbar nach der Vertragsunterzeichnung voll des Lobes über seinen neuen Verein, als er erklärte: „Es el equipo más popular de México y cualquier jugador mexicano, bueno los extranjeros también quisieran estar aquí.“ (in etwa: „Chivas ist die beliebteste Mannschaft Mexikos und jeder mexikanische oder auch ausländische Spieler würde gerne hier spielen.“). Doch noch vor einigen Jahren hatte der im Nachwuchsbereich des Erzrivalen Club América ausgebildete Spieler auf Twitter geschrieben: „Las Chivas son muy cag*nas!! Y el América se les cag@“ (in etwa: „Chivas ist ein Scheißverein und América scheißt auf sie.“).